# Cyrtandra weberi
Cyrtandra weberi är en tvåhjärtbladig växtart som beskrevs av Brian Laurence Burtt. Cyrtandra weberi ingår i släktet Cyrtandra och familjen Gesneriaceae. Inga underarter finns listade i Catalogue of Life.